# Gấu nước
Gấu nước (/ˈtɑːrdɪˌɡreɪdz/,  tiếng Anh: moss piglets - lợn rêu hoặc waterbears) là tên gọi phổ biến của ngành động vật Tardigrada, là các động vật nhỏ bé, sống trong nước, rêu, thuộc nhóm các động vật có kích thước hiển vi có 8 chân. Gấu nước thuộc về ngành Tardigrada, một phần của siêu ngành Ecdysozoa. Một nhóm cổ xưa, với hóa thạch được tìm thấy cách đây 530 triệu năm trước, vào kỷ Cambri.

## Tên gọi
Chúng được mô tả lần đầu tiên bởi mục sư Johann August Ephraim Goeze năm 1773. Tên Tardigrada được đặt ba năm sau đó bởi nhà sinh vật học người Ý Lazzaro Spallanzani.
Johann August Ephraim Goeze ban đầu đặt tên cho Tardigrada là kleiner Wasserbär (nay là Bärtierchen), nghĩa là 'gấu nước nhỏ' trong tiếng Đức. Tên Tardigrada nghĩa là "bước chậm" được đặt bởi Lazzaro Spallanzani năm 1776. Tên gọi Gấu nước bắt nguồn từ hình dạng mập mạp và rất giống một con gấu tí hon của chúng trên kính hiển vi. Con trưởng thành lớn đạt chiều dài 1,5 mm (0,059 in), con nhỏ nhất dưới 0,1 mm. Con mới nở có thể nhỏ hơn 0,05 mm.
Khoảng 1,150 loài gấu nước đã được mô tả.

## Hình dạng
Tên gọi Gấu nước bắt nguồn từ hình dạng mập mạp và rất giống một con gấu nhỏ của chúng trên kính hiển vi. Thông thường gấu nước dài trung bình khoảng 0,5 mm (0,020 in). Nó có bốn cặp chân, mỗi chân có từ bốn đến tám vuốt chân. Chúng thường được tìm thấy trên rêu hay địa y và ăn tế bào thực vật, tảo hay các động vật không xương sống nhỏ. Khi được thu thập, nó có thể được nhìn thấy qua kính hiển vi rất yếu, khiến nó rất dễ quan sát kể cả với học sinh và các nhà khoa học nghiệp dư.

## Môi trường sống

### Thông thường

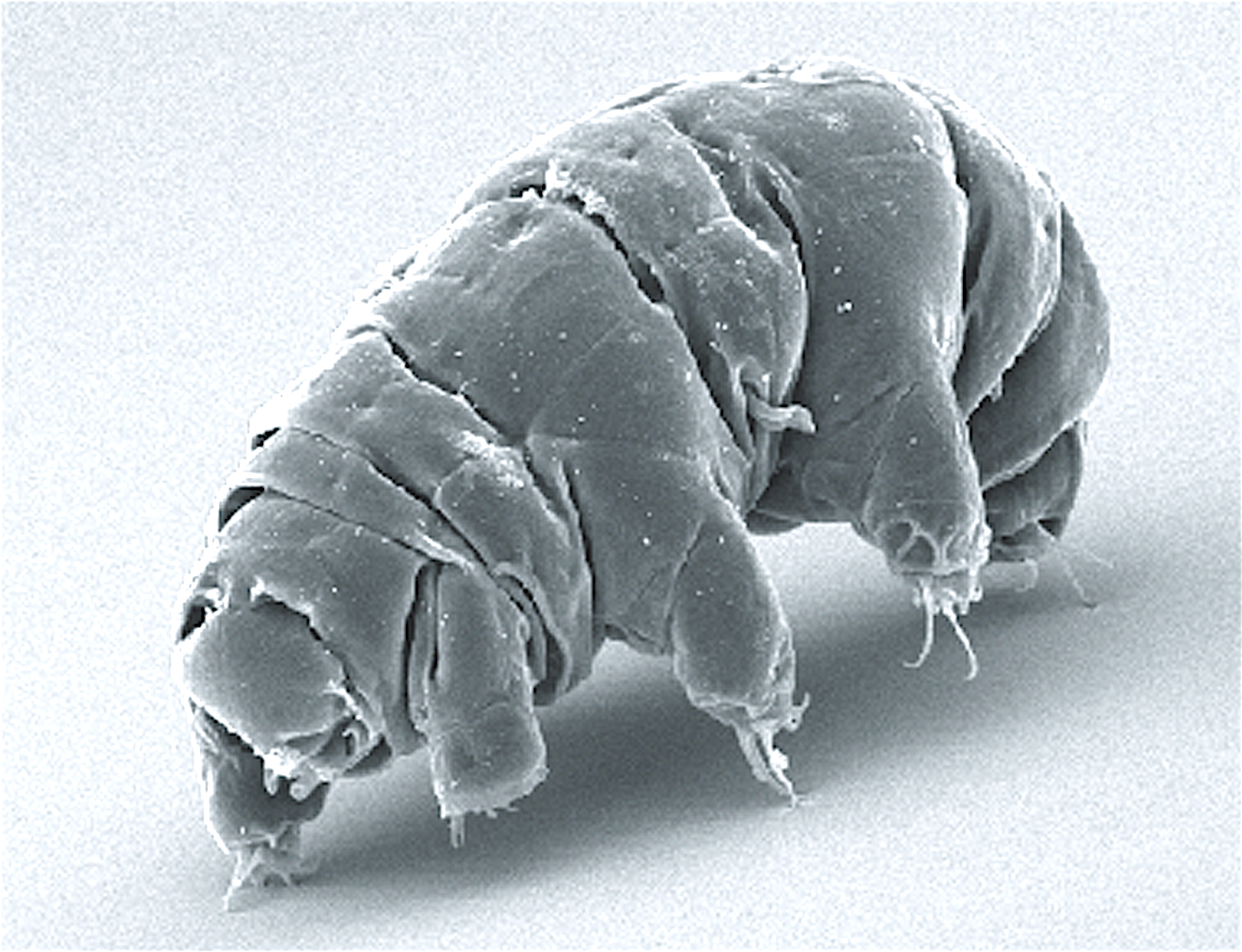
Milnesium tardigradum

Nơi dễ tìm thấy gấu nước nhất là rêu và địa y. Các môi trường khác cồn cát, bãi biển, đất, và trầm tích biển hoặc nước ngọt, nơi chúng được tìm thấy với mật độ cao (trên 25,000 cá thể/lít).

### Khắc nghiệt không tưởng
Gấu nước còn được gọi là một extremophile, những sinh vật có thể phát triển trong các môi trường khắc nghiệt có thể gây tổn thương cho sự sống khác. Nó có thể chịu được từ nhiệt độ gần độ không tuyệt đối đến trên nhiệt độ sôi của nước, áp lực gấp sáu lần tại điểm sâu nhất của đáy biển, phóng xạ ion hóa gấp hàng trăm lần mức chết người và chân không trong không gian. Nó có thể sống thiếu nước hay thức ăn trong nhiều năm, cả khi cơ thể chỉ còn 3% nước hay ít hơn.
Do những khả năng không tưởng trên nên gấu nước được tìm thấy trên toàn thế giới, từ dãy Himalaya (trên 6.000 m (20.000 ft)), tới đáy biển sâu (dưới 4.000 m (13.000 ft)), từ vùng cực tới xích đạo.

## Sinh sản

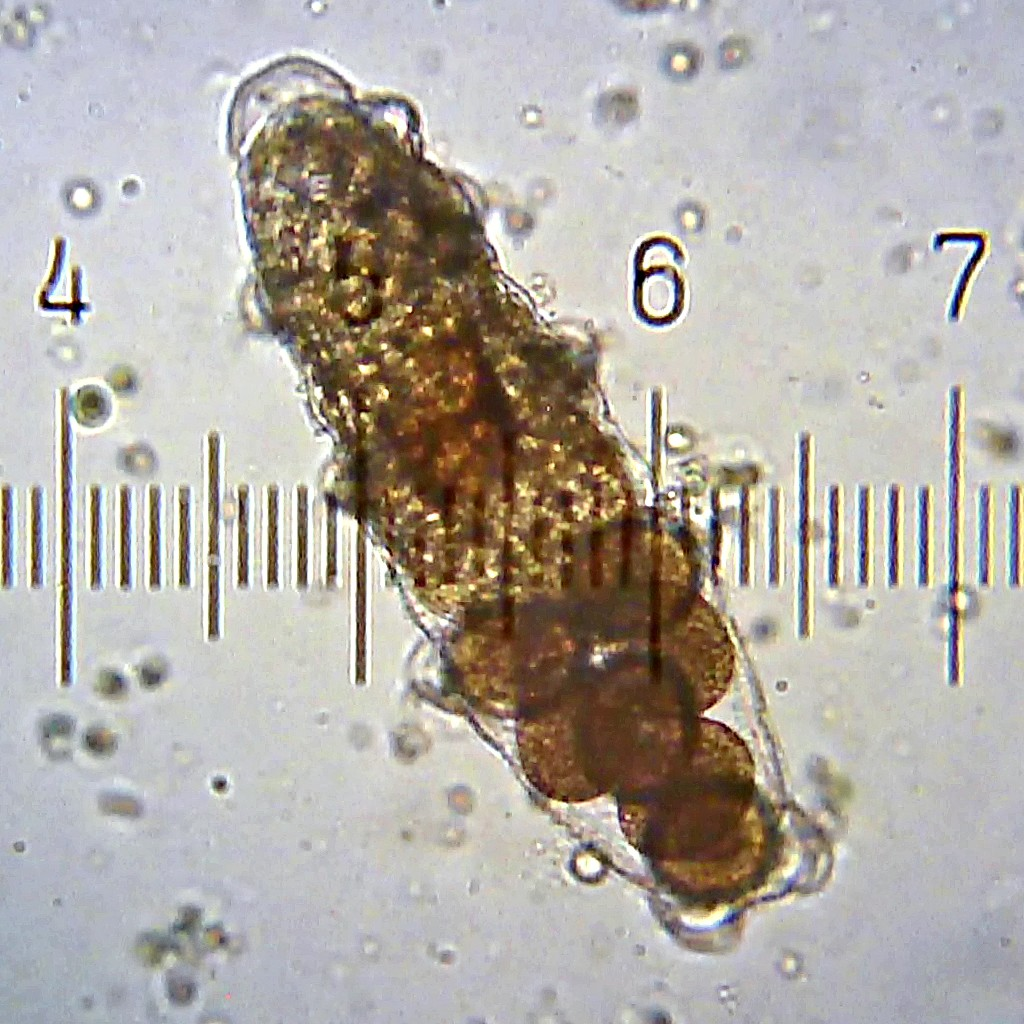
Lớp biểu bì của gấu nước cái chứa trứng

Mặc dù vài loài sinh sản đơn tính, cả gấu nước đực và cái đều phổ biến, cả hai đều có một tuyến sinh dục đơn trên ruột. Gấu nước đẻ trứng, và thường thì thụ tinh ngoài. Số ít loài thụ tinh trong, trong hầu hết trường hợp trứng được để lại để tự phát triển.
Trứng nở sau không hơn 14 ngày, với con non đã có đầy đủ số tế bào của con trưởng thành. Sự lớn lên vì vậy là nhờ sự lớn lên của tế bào hơn là phân chia tế bào.

## Thức ăn
Hầu hết các loài gấu nước là phytophagous (ăn thực vật) hay bacteriophagous (ăn vi khuẩn), nhưng một vài loài ăn thịt (ví dụ Milnesium tardigradum).

## Sinh thái và lịch sử sự sống
Gấu nước có đặc điểm hình thái với nhiều loài khác nhau phần lớn theo lớp. Các nhà sinh vật học gặp khó khăn trong việc xác minh giữa các loài gấu nước vì mối quan hệ này. Những loài động vật này có mối quan hệ chặt chẽ nhất đến sự tiến hóa ban đầu của động vật chân đốt (Arthropoda).  Hóa thạch gấu nước có từ kỷ Phấn Trắng ở Bắc Mỹ. Gấu nước phân bố khắp thế giới. Trứng và nang (cytst) của gấu nước rất chắc chắn nên chúng có thể di chuyển rất xa trên chân của động vật khác.
Gấu nước đã sống sót sau cả 5 lần tuyệt chủng hàng loạt. Điều này đã mang lại cho chúng rất nhiều đặc điểm sinh tồn, bao gồm khả năng sống, sống trong các tình huống có thể gây tử vong cho hầu hết các loài động vật khác.
Tuổi thọ của gấu nước từ 3 đến 4 tháng đối với một số loài, lên đến 2 năm đối với các loài khác, không tính thời gian của chúng ở trạng thái không hoạt động (bất động).

## Tầm quan trọng sinh thái
Nhiều sinh vật sống trong môi trường nước, ăn các loài như giun tròn, gấu nước, vi khuẩn, tảo, ve, và các loài collembola. Gấu nước hoạt động như những loài tiên phong (người khai thác) bằng cách sinh sống trong các môi trường đang phát triển mới. Sự di chuyển này thu hút các động vật không xương sống khác đi cư trú trong không gian đó, đồng thời thu hút những kẻ săn mồi.

## Bộ gen và giải trình tự bộ gen
Các bộ gen của gấu nước có kích thước khác nhau từ khoảng 75 đến 800 cặp siêu dữ liệu DNA. Hypsibius exelaris (trước đây là Hypsibius dujardini) có bộ gen nhỏ gồm 100 cặp siêu dữ liệu (megabase) và thời gian thế hệ khoảng hai tuần, nó có thể được nuôi cấy vô thời hạn và bảo quản lạnh.
Các protein Dsup của gấu nước Ramazzottius varieornatus và Hypsibius exemplaris thúc đẩy sự sống sót bằng cách liên kết với các nhiễm sắc thể và bảo vệ DNA nhiễm sắc thể khỏi các gốc hydroxyl.  Protein Dsup của R. varieornatus cũng tạo ra khả năng chống lại tia cực tím-C bằng cách điều chỉnh tăng các gen sửa chữa DNA để bảo vệ DNA bộ gen khỏi những tổn hại mà chiếu xạ UV gây ra.

## Lịch sử tiến hóa

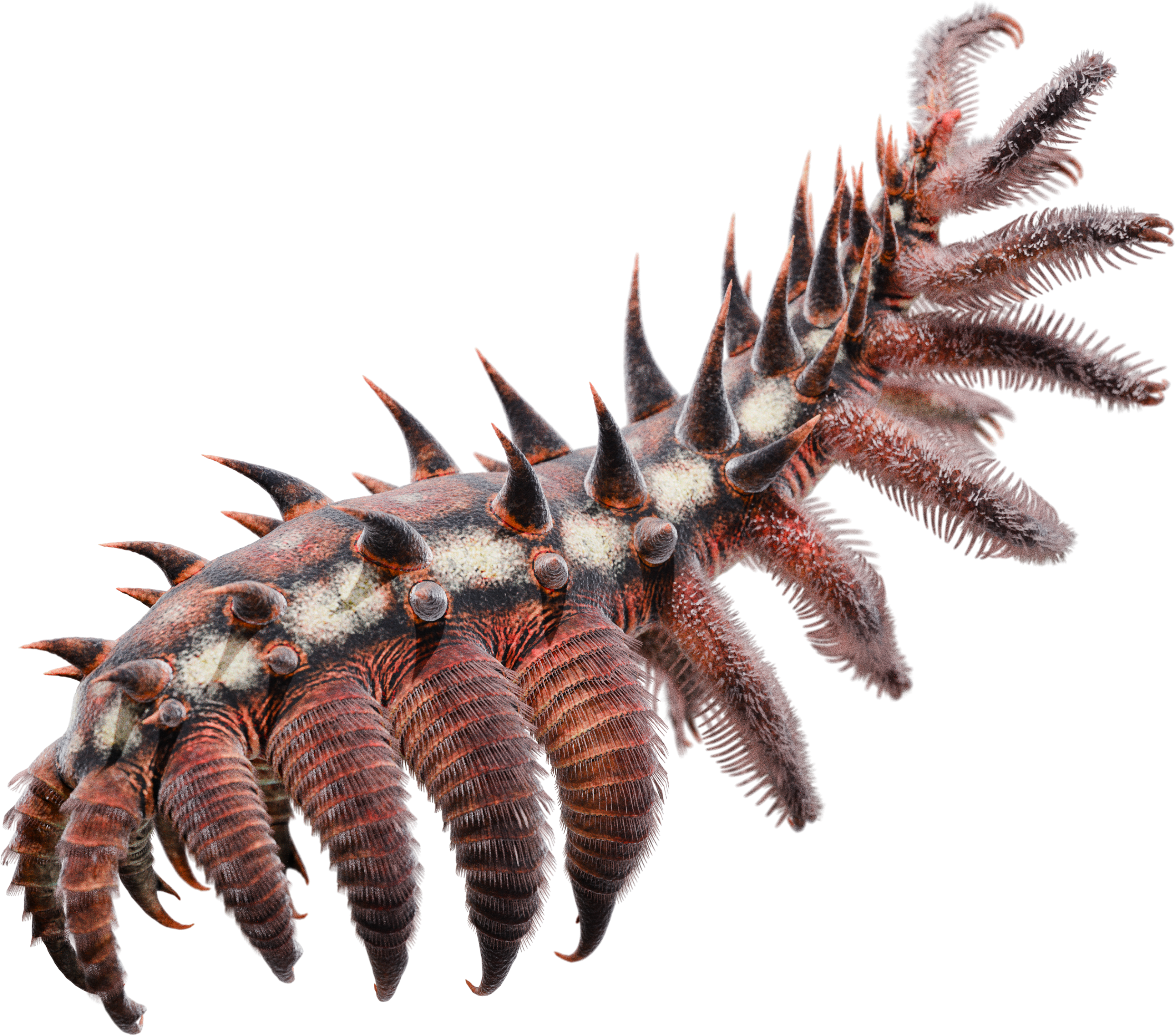
The luolishaniids from the Cambrian and Ordovician are possibly the closest fossil relatives of tardigrades. Entothryeos reconstruction shown.
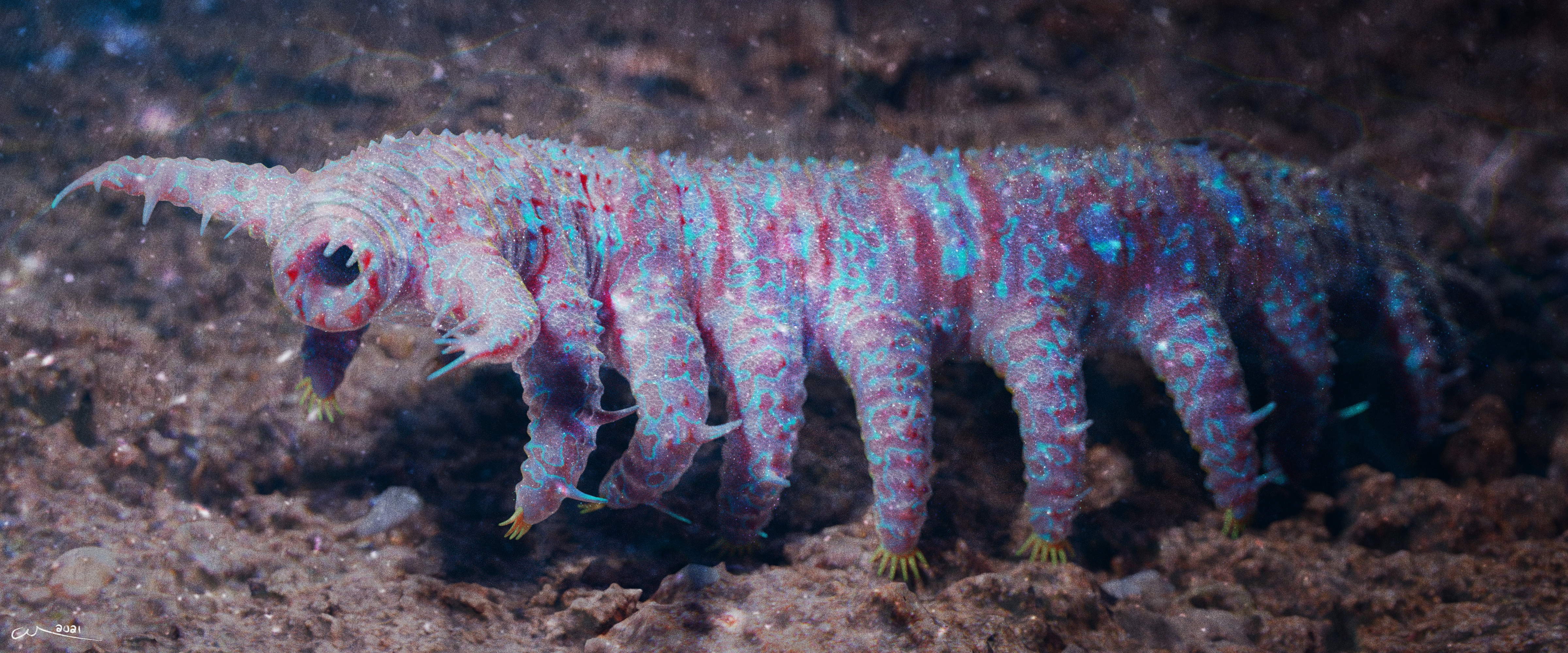
Tardigrades may be descended from a lobopodian like Aysheaia.
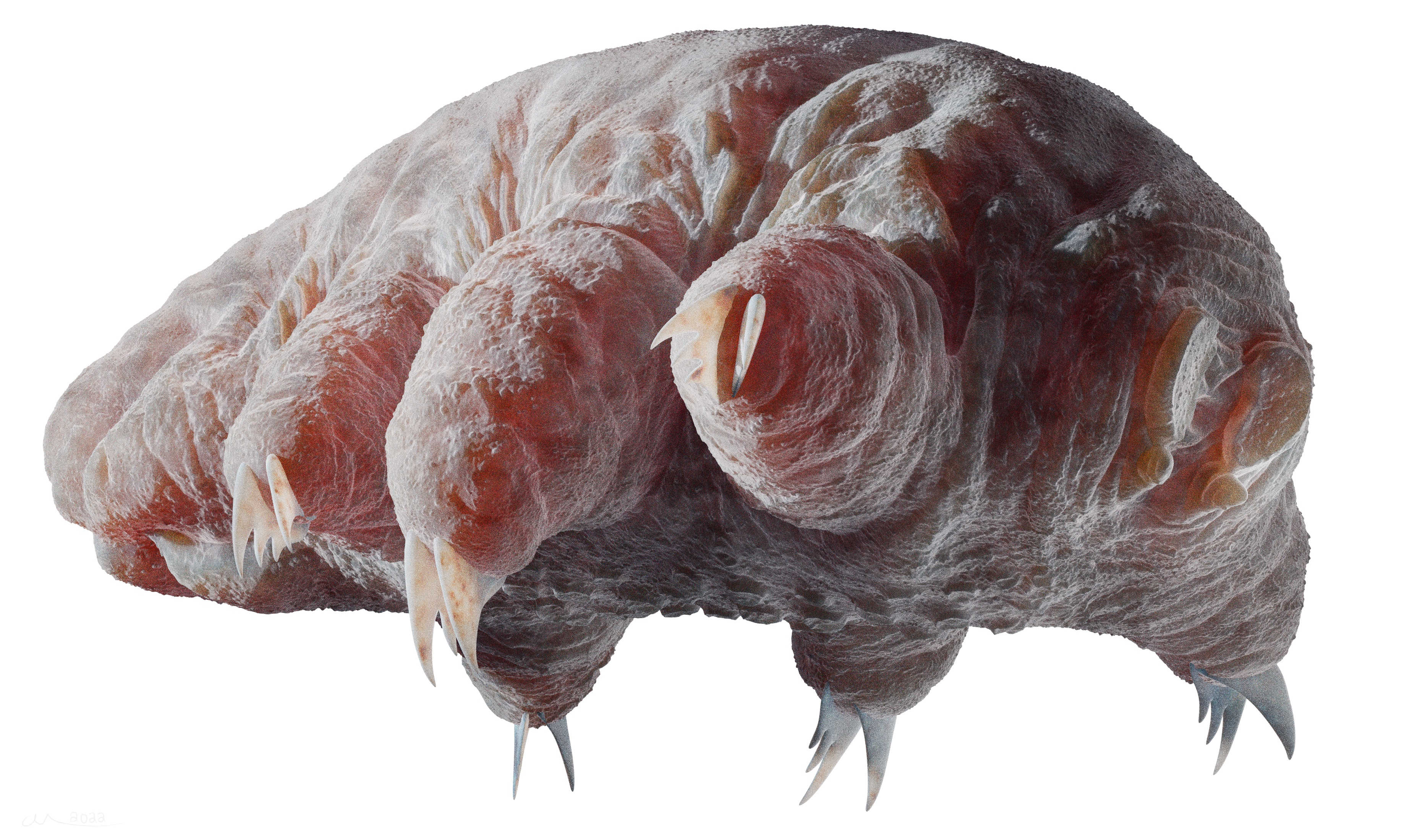
Tái tạo sự sống của một loài chưa biết tên “Orsten”, từ Hệ tầng Cambrian Kuonamka
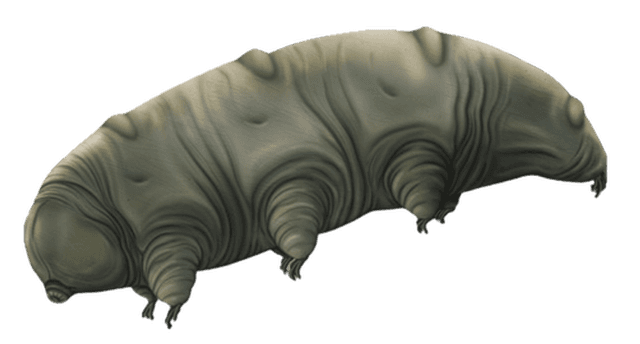
Tái tạo sự sống của loài Paradoryphoribius, a miocene tardigrade

## Hình ảnh

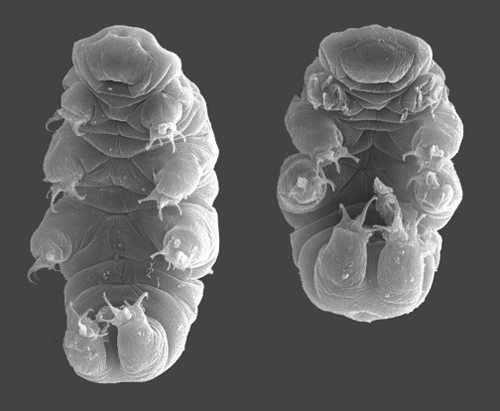
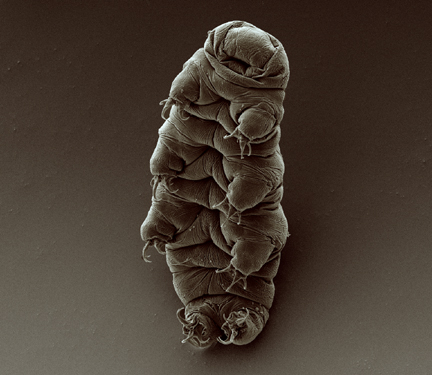
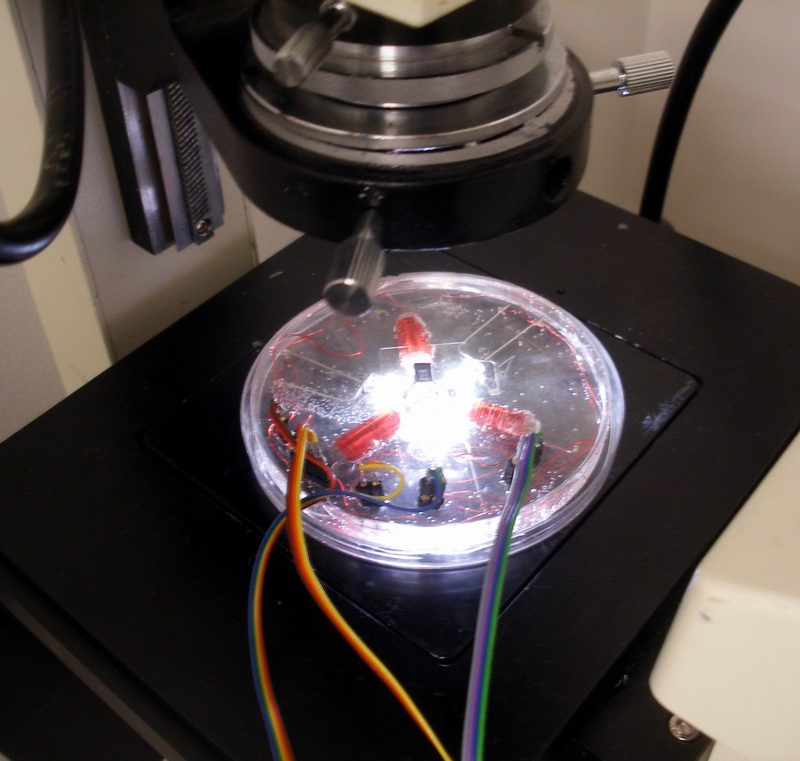
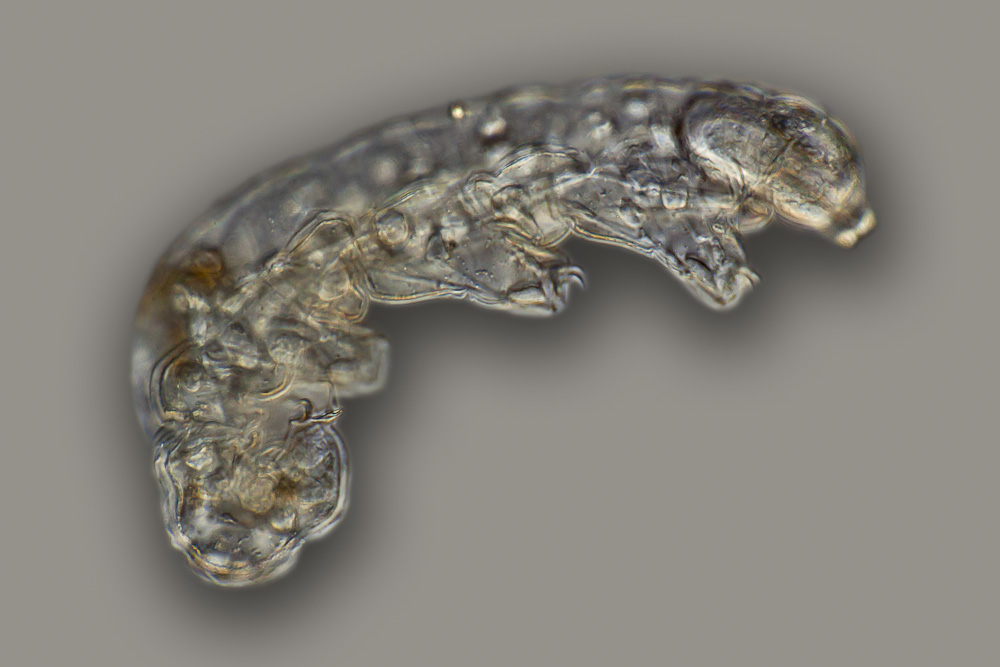
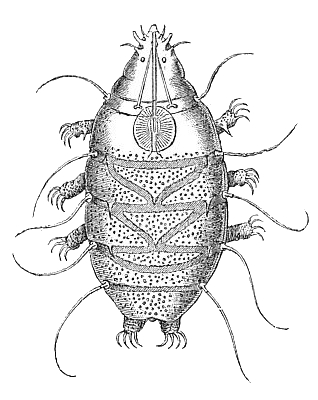